# آرتم اوچکین
آرتم اوچکین (روسی: Артём Сергеевич Овечкин؛ زادهٔ ۱۱ ژوئیهٔ ۱۹۸۶) دوچرخه‌سوار اهل روسیه است.
از باشگاه‌هایی که در آن بازی کرده‌است می‌توان به تیم کاتیوشا–آلپتسین و گازپروم-روس‌ولو اشاره کرد.